# Pteroptrix xanthothoracalis
Pteroptrix xanthothoracalis is een vliesvleugelig insect uit de familie Aphelinidae. De wetenschappelijke naam is voor het eerst geldig gepubliceerd in 1991 door Huang.